# Walter Ohm (General)

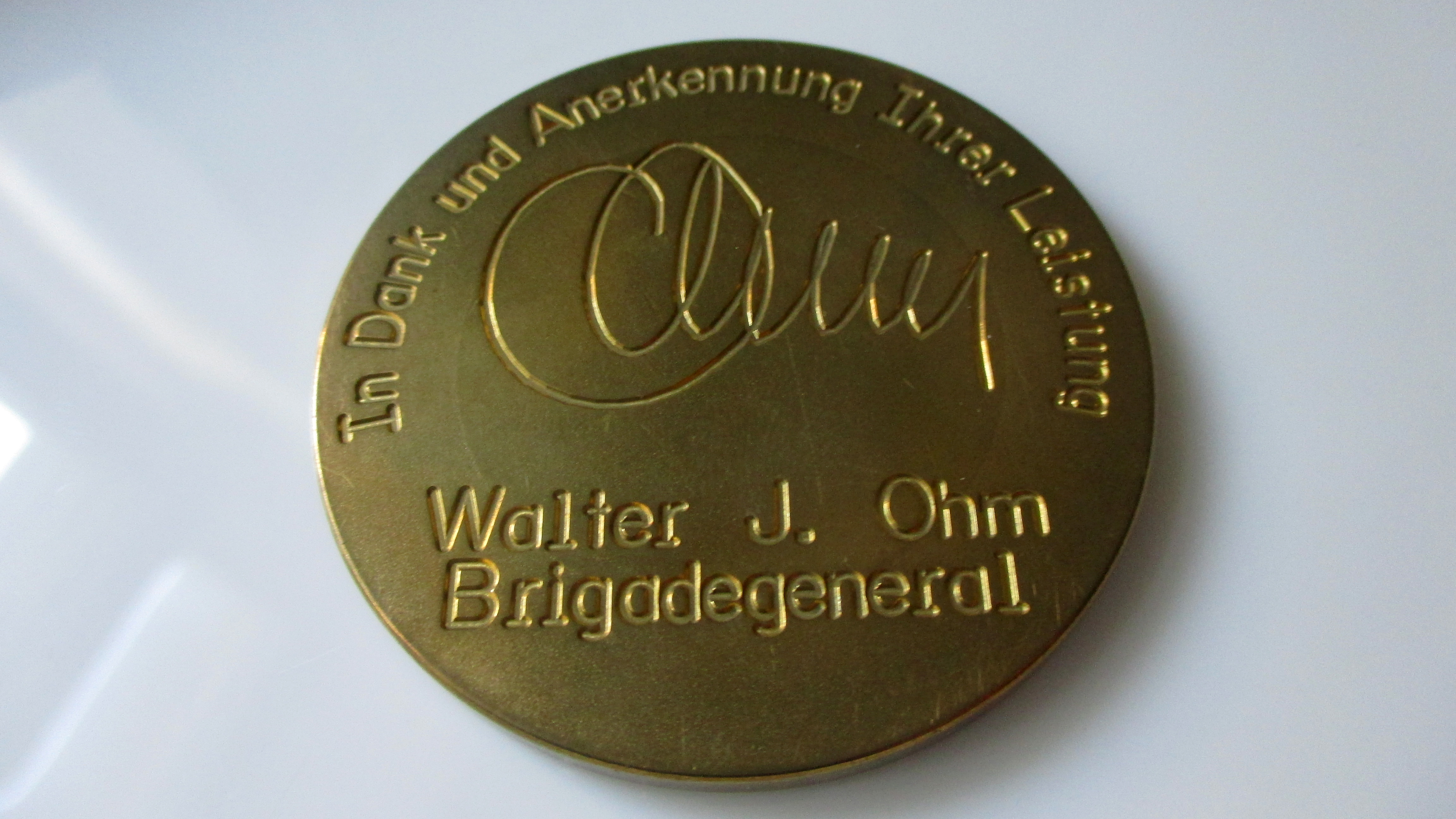
Bundeswehr Auszeichnung – Messingehrenmedaillie – In Dank und Anerkennung Ihrer Leistung – Brigadegeneral Walter J. Ohm

Walter Jakob Ohm (* 24. März 1958 in Weißenthurm am Rhein) ist ein Generalmajor a. D. der Bundeswehr. Er war zuletzt von April 2016 bis April 2019 Stellvertretender Chef des Stabes (Deputy Chief of Staff Support) im NATO-Hauptquartier Allied Joint Force Command in Brunssum, Niederlande.

## Militärische Laufbahn

### Ausbildung und erste Verwendungen
Nach dem Abitur am Werner-Heisenberg-Gymnasium Neuwied trat Ohm am 1. Juli 1977 als Offizieranwärter in die Instandsetzungstruppe des Heeres ein.
Nach Offizierausbildung und Studium des Maschinenbaus an der Hochschule der Bundeswehr Hamburg (Abschluss als Dipl.-Ing.) folgten von 1982 bis 1988 Verwendungen im Instandsetzungsbataillon 1 (3. Kompanie in Luttmersen), in der Panzerlehrbrigade 9 (Instandsetzungslehrkompanie 90 in Munster) und im Instandsetzungsbataillon 3 (Instandsetzungsausbildungskompanie 6/3 in Lüneburg) als Zugführer, Instandsetzungsoffizier und Kompaniechef. Danach wurde Ohm von 1988 bis 1990 an der Schule Technische Truppe 1 und Technische Schule des Heeres und Fachschule des Heeres für Technik in Aachen als Hörsaalleiter für Offizieranwärter eingesetzt.

### Dienst als Generalstabsoffizier
Unmittelbar nach Abschluss der Generalstabsausbildung an der Führungsakademie der Bundeswehr von 1990 bis 1992 (33. Generalstabslehrgang des Heeres) wurde Ohm ins Bundesministerium der Verteidigung nach Bonn versetzt, um als Referent Grundsatzangelegenheiten der Organisation des Heeres zu bearbeiten. Danach folgten bis 1998 Verwendungen im Truppengeneralstabsdienst als G 3 (Operationsplanung- und führung) und Chef des Stabes der Panzerbrigade 39 sowie als Generalstabsoffizier in der Planungsgruppe der Operationsabteilung des Alliierten Hauptquartiers Landstreitkräfte (LANDCENT) in Heidelberg. Während dieser Zeit war Ohm auch in Sarajewo zunächst im Hauptquartier IFOR und später im Hauptquartier SFOR als Generalstabsoffizier in der Planungszelle der Operationsabteilung (CJ 3 CONOPS) im Auslandseinsatz.
Von 1998 bis 2000 diente Ohm dann in Luttmersen bei Neustadt am Rübenberge als Kommandeur des Instandsetzungsbataillons 141. Während dieser Zeit folgte ein weiterer Auslandseinsatz von November 1999 bis Juni 2000 als Chef des Stabes des Logistikregiments KFOR.
Danach wurde Ohm erneut ins Bundesministerium der Verteidigung versetzt, um als Referent im Führungsstab der Streitkräfte im Rahmen der durch den damaligen Bundesminister der Verteidigung Rudolf Scharping eingeleiteten Bundeswehrreform die Konzeption der neu aufzustellenden Streitkräftebasis mit Schwerpunkt in den Bereichen Logistik und Rüstung zu erarbeiten und als eines seiner Hauptprojekte die Aufstellung des Streitkräfteunterstützungskommandos einzuleiten. Im neu aufgestellten Führungsstab der Streitkräftebasis war Ohm zudem bis November 2001 als Leitreferent für die Streitkräftebasis im Koordinierungsstab für Einsatzaufgaben der Bundeswehr.
Von November 2001 bis Juni 2003 diente Ohm als Erster Stabsoffizier, Büroleiter und Persönlicher Referent beim Chef des Stabes des Führungsstabes der Streitkräfte. Zu Beginn dieser Verwendung wurde Ohm zum Oberst befördert. Im Juni 2003 wurde Ohm Referatsleiter des neu aufzustellenden Referates Fü S Controlling im Führungsstab der Streitkräfte und damit Controller sowohl des Generalinspekteurs der Bundeswehr als auch in Personalunion des Inspekteurs der Streitkräftebasis.
Von November 2005 bis Oktober 2009 war Ohm im Streitkräfteunterstützungskommando als Gruppenleiter I in der Abteilung Logistik/G 4 verantwortlich für die die logistischen Konzepte und die Sicherstellung der logistischen Folgeversorgung aller Auslandseinsätze der Bundeswehr sowie für die strategische Verlegung und Rückverlegung aller Einsatzkontingente der Bundeswehr in die Einsatzgebiete und zurück nach Deutschland.

### Dienst als General
Im November 2009 wurde Ohm Kommandeur der Technischen Schule Landsysteme und Fachschule des Heeres für Technik und General der Heereslogistiktruppen in Aachen. Von 2012 bis 2015 war Ohm Unterabteilungsleiter Haushalt und Controlling im Bundesministerium der Verteidigung, um danach ab Oktober 2015 als Abteilungsleiter Einsatz im Kommando Streitkräftebasis zu dienen. Von November 2013 bis Mai 2014 war Brigadegeneral Ohm im Auslandseinsatz in Afghanistan als Director Support des Regional Command North der ISAF. In dieser Funktion trug er neben der Sicherstellung der personellen, logistischen, sanitätsdienstlichen und IT-Unterstützung vor allem auch die Verantwortung für die Rückverlegung des Deutschen Einsatzkontingents, der bisher größten logistischen Operation in der Geschichte der Bundeswehr. Zum 1. April 2016 wurde Ohm Stellvertretender Chef des Stabes (Deputy Chief of Staff Support) im NATO-Hauptquartier Joint Forces Command Brunssum und zum Generalmajor befördert. In dieser Funktion trug er Verantwortung für die Einsatzbereitschaft der Schnellen Eingreifkräfte der NATO (NATO Response Force – NRF). Zum 1. April 2019 trat Ohm in den Ruhestand.

## Ehrenmedaille für besondere Leistungen
In Anerkennung besonderer Leistungen verlieh Ohm verdienten Soldaten eine Ehrenmedaille aus Messing. Sie trägt auf der Frontseite die Inschrift: "In Dank und Anerkennung Ihrer Leistung – Walter J. Ohm – Brigadegeneral".